# A-401
La A-401 es una carretera autonómina andaluza de la provincia de Jaén y la provincia de Granada, enlaza Úbeda (A-32) y Moreda (A-308).

## Tramos y poblaciones que cruza
- Úbeda
- Jódar
- Guadahortuna
- Torre-Cardela
- Moreda
- Cabrita
- Tiene una desviación a 12 km al norte de Guadahortuna con dirección A-324/Huelma-La Cerradura.Itinerario de la A-401 en la provincia de Granada.

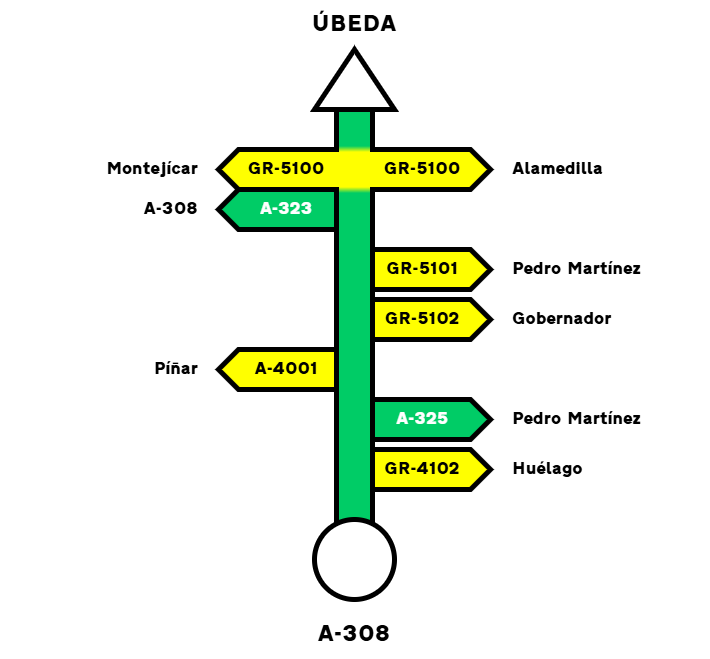
Itinerario de la A-401 en la provincia de Granada.

- Datos: Q4827071